# Chiesa del Beato Enrico da Bolzano
La chiesa del Beato Enrico da Bolzano (in tedesco Kirche Seligen Heinrich von Bozen) è la parrocchiale di La Costa (Seit), frazione di Laives (Leifers) in Alto Adige. Fa parte del decanato di Laives nella diocesi di Bolzano-Bressanone e risale al XIX secolo.

## Descrizione
La chiesa è un monumento sottoposto a tutela col numero 17726 nella provincia autonoma di Bolzano.